# مارتن ديميتروف (سياسي)
مارتن ديميتروف (بالبلغارية: Мартин Димитров)‏ هو اقتصادي وسياسي بلغاري، ولد في 13 أبريل 1977 في صوفيا في بلغاريا. حزبياً، نشط في Union of Democratic Forces (Bulgaria) ‏. وقد انتخب عضو في البرلمان الأوروبي عن دائرة بلغاريا ‏ لترشحه ضمن  قائمة United Democratic Forces (Bulgaria) ‏، وقد انضم خلال فترته النيابية (2007 – 5 يونيو 2007)  للكتلة البرلمانية الكتلة البرلمانية لحزب الشعب الأوروبي.

## وصلات خارجية
- الموقع الرسمي